# Macaca ochreata
Macaca ochreata е вид бозайник от семейство Коткоподобни маймуни (Cercopithecidae). Видът е световно застрашен, със статут Уязвим.

## Разпространение
Разпространен е в Индонезия (Сулавеси).